# Derang
Derang (persiska: درنگ) är en ort i Iran.   Den ligger i provinsen Bushehr, i den centrala delen av landet, 800 km söder om huvudstaden Teheran. Derang ligger 580 meter över havet och antalet invånare är 334.
Terrängen runt Derang är kuperad åt nordväst, men åt sydost är den bergig. Runt Derang är det glesbefolkat, med 15 invånare per kvadratkilometer. Derang är det största samhället i trakten. Omgivningarna runt Derang är i huvudsak ett öppet busklandskap.